# University of Texas System
University of Texas (forkortet UT) er et universitetssystem med otte universiteter og seks medicinske forsknings- og læresteder i Texas i USA. Dets flagskibsinstitution er University of Texas at Austin.

## Læresteder og skoler
Universitetene omfatter:
- University of Texas at Arlington (1895) – 24 825 studenter
- University of Texas at Austin (1883) – 49 697 studenter
- University of Texas at Dallas (1961) – 14 523 studenter
- University of Texas at El Paso (1914) – 19 842 studenter
- University of Texas of the Permian Basin (Odessa) (1973) – 2 695 studenter
- University of Texas Rio Grande Valley (Edinburg, Brownsville) (1926, 1927, fusjon 2015) – 29 045 studenter
- University of Texas at San Antonio (1969) – 28 380 studenter
- University of Texas at Tyler (1971) – 5 926 studenter

De medicinske institutioner omfatter:
- University of Texas Health Science Center at Houston – 3 399 studenter
- University of Texas Health Science Center at San Antonio – 2 754 studenter
- University of Texas M. D. Anderson Cancer Center (Houston) – 89 studenter
- University of Texas Health Center at Tyler
- University of Texas Medical Branch (Galveston) – 2 255 studenter
- University of Texas Southwestern Medical Center at Dallas – 2 350 studenter
  - University of Texas Southwestern Medical School

Hele University of Texas Systemet havde i foråret 2006 i alt 190 903 studenter og 17 158 videnskabeligt ansatte, og de ulige læresteder har i alt skolepenge omkring US$ 4-5 000 per år.

## Rektorer
- James R. Huffines, Chairman, Austin
- Colleen McHugh, Vice Chairman, Corpus Christi
- Paul Foster, Vice Chairman, El Paso
- James D. Dannenbaum, Houston
- Printice L. Gary, Dallas
- Janiece Longoria, Houston
- Robert Steven Hicks, Austin
- William Eugene Powell, San Antonio
- Robert Lee Stillwell, Houston
- Karim Meijer, Student Regent, UT Southwestern Medical Center at Dallas